# Liste der Untersuchungsausschüsse der Hamburgischen Bürgerschaft
Im Folgenden werden sämtliche Untersuchungsausschüsse der Hamburgischen Bürgerschaft, die gemäß Art. 26 Absatz 1 Satz 1 der Verfassung der Freien und Hansestadt Hamburg vom 6. Juni 1952 eingesetzt worden, aufgelistet. Dabei wird eine Unterteilung nach den einzelnen Legislaturperioden vorgenommen um eine gute Lesbarkeit zu gewährleisten. Weiter wird der Ausschuss namentlich benannt, sein Untersuchungsauftrag erwähnt und der Zeitraum in der seine Beratungen stattfanden, aufgelistet.

## 1. Wahlperiode (1946–1949)
- Untersuchungsausschuss über nationalsozialistische Korruptionsfälle (sog. Korruptionsausschuss) (1947–1949)
- Untersuchungsausschuss zur Untersuchung der Hamburger Kohlenkrise des Winters (1947)
- Untersuchungsausschuss „Notstandssiedlungen“ (1947–1948)
- Untersuchungsausschuss zur Überprüfung der Vorgänge im Zusammenhang mit dem Todesfall des Strafgefangenen Kleinow im Strafgefängnis Fuhlsbüttel (sog. Kleinow-Ausschuss) (1948–1949)

## 2. Wahlperiode (1949–1953)
- Untersuchungsausschuss zur Untersuchung der von dem Abgeordneten Werner Luckow in der Bürgerschaftssitzung vom 3. März 1950 gegen die Personalpolitik des Senats erhobenen schweren Beschuldigungen (1950–1952)
- Untersuchungsausschuss zur Klärung der Angelegenheit Operettenhaus (1950–1951)
- Untersuchungsausschuss zur Prüfung des Antrages, den Abgeordneten Willi Plautz gem. Art. 13, Abs. 2, Ziff. 1 der Verfassung der Freien und Hansestadt Hamburg vom 6. Juni 1952 aus der Bürgerschaft auszuschließen (1952)

## 3. Wahlperiode (1953–1957)
- Parlamentarischer Untersuchungsausschuss zur Untersuchung der Vorgänge und Maßnahmen in Sachen des Kriminaldirektors Carl Breuer vor Eröffnung der gerichtlichen Voruntersuchung (1956)
- Parlamentarischer Untersuchungsausschuss in der Angelegenheit des Waffenhändlers Schlüter (1957)

## 4. Wahlperiode (1957–1961)
- Untersuchungsausschuss „Hamburger Hochbahn AG“ S-Bahn Unglück vom 5. Oktober 1961 (Nov. 1961)

## 5. Wahlperiode (1961–1966)
- Parlamentarischer Untersuchungsausschuss „Hamburger Hochbahn AG“ (1961–1962)
- Parlamentarischer Untersuchungsausschuss Fall Ernst Haase – Untersuchungshaftanstalt (1966)

## 6. Wahlperiode(1966–1970)
- Parlamentarischer Untersuchungsausschuss über das Vollzugswesen (1966–1968)
- Parlamentarischer Untersuchungsausschuss zur Überprüfung von Krankenhausneubauten (1967–1969)

## 7. Wahlperiode (1970–1974)
- Parlamentarischer Untersuchungsausschuss zur Überprüfung des Verhaltens des Abgeordneten Friedrich Dethlefs (1971)
- Parlamentarischer Untersuchungsausschuss zur Überprüfung der Ablagerung von Haus- und Industriemüll (1971–1973)
- Parlamentarischer Untersuchungsausschuss zur Überprüfung der Vorfälle im Zusammenhang mit postoperativen Todesfällen in der Universitäts-Frauenklinik Eppendorf (1971–1973)
- Parlamentarischer Untersuchungsausschuss zur Überprüfung des Verfahrens bei der Erhebung und Verteilung von Geldbußen (1972)
- Parlamentarischer Untersuchungsausschuss zur Überprüfung der Strahlenschäden im Allgemeinen Krankenhaus St. Georg (1972–1973)

## 8. Wahlperiode (1974–1978)
- Parlamentarischer Untersuchungsausschuss zur Überprüfung der Einwirkungsmöglichkeiten des Senats auf die unabhängige Presse in Hamburg (1977–1978)
- Parlamentarischer Untersuchungsausschuss zur Untersuchung der Gründe für das Scheitern der Sanierung Blohm (1978)

## 9. Wahlperiode (1978–1982)
- Parlamentarischer Untersuchungsausschuss zur Untersuchung der Gründe für das Scheitern der Sanierung Blohm (1978–1980)
- Parlamentarischer Untersuchungsausschuss zur Überprüfung der Ursachen und Konsequenzen des Giftgas- und Munitionsskandals in Hamburg (Stoltzenberg) (1979–1980)
- Parlamentarischer Untersuchungsausschuss zum Persien-Engagement der Hamburger Stadtentwicklungsgesellschaft mbH (HStG) (1981–1982)

## 10. Wahlperiode (1982–1983)
- Keine parlamentarischen Untersuchungsausschüsse.

## 11. Wahlperiode (1983–1986)
- Parlamentarischer Untersuchungsausschuss zur Überprüfung der Aufsichtstätigkeit der Behörden gegenüber der Geschäftstätigkeit der Unternehmensgruppe Neue Heimat (Neue Heimat Gemeinnützige Wohnungs- und Siedlungsgesellschaft mbH, Neue Heimat Städtebau GmbH, ihre direkten und indirekten Schwester-, Tochter- und Beteiligungsunternehmen) sowie der Geschäftsbeziehungen zwischen der Freien und Hansestadt Hamburg und der Unternehmensgruppe Neue Heimat (1983–1986)
- Parlamentarischer Untersuchungsausschuss zur Überprüfung der Ablagerung von Industriemüll auf der Deponie Georgswerder und anderen Hamburger Deponien und zur Überprüfung der Frage, inwieweit der Senat der Freien und Hansestadt Hamburg dem Ersuchen des PUA vom 4. Juni 1973 nachgekommen ist (1984–1985)
- Parlamentarischer Untersuchungsausschuss „Vertrauliche Unterlagen Georgswerder“ (1984–1985)
- Parlamentarischer Untersuchungsausschuss „Orthopädie AK Barmbek“ (1985–1986)
- Parlamentarischer Untersuchungsausschuss zur Überprüfung der Hamburger Stadtreinigung (1985–1986)[1]
- Parlamentarischer Untersuchungsausschuss zum Strafvollzug in Hamburg (1985–1986)

## 12. Wahlperiode (1986–1987)
Keine Parlamentarischen Untersuchungsausschüsse.

## 13. Wahlperiode (1987–1991)
- Parlamentarischer Untersuchungsausschuss „Hafenstraße“ (1987–1988)
- Parlamentarischer Untersuchungsausschuss „Versagen im Hamburger Strafvollzug“ (1990–1991)
- Parlamentarischer Untersuchungsausschuss „Neue Heimat II“ (1990–1991)

## 14. Wahlperiode (1991–1993)
- Parlamentarischer Untersuchungsausschuss „Klärung von verfassungsrechtlichen Fragen und politischen Verantwortlichkeiten im Zusammenhang mit der Änderung des Senatsgesetzes vom 19. März 1987“ (1991–1992)
- Parlamentarischer Untersuchungsausschuss „Klärung von politischen Verantwortlichkeiten und Untersuchungen der Geschäftstätigkeit städtischer Unternehmen im Zusammenhang mit der Verwaltung und Vermietung von Wohnungen im Eigentum der Freien und Hansestadt Hamburg oder städtischen Unternehmen“[2] (PUA SAGA) (1992–1993)

## 15. Wahlperiode (1993–1997)
- Parlamentarischer Untersuchungsausschuss „Hamburger Polizei“ (1994–1996)[3]

## 16. Wahlperiode (1997–2001)
- Parlamentarischer Untersuchungsausschuss „Vergabe und Kontrolle von Aufträgen und Zuwendungen durch die Freie und Hansestadt Hamburg“ (1998–2000)[4]

## 17. Wahlperiode (2001–2004)
- Parlamentarischer Untersuchungsausschuss „Transparenz, Rechtmäßigkeit und Sachdienlichkeit von Personalauswahl und Personalentscheidungen des von CDU, Partei Rechtsstaatlicher Offensive und FDP gestellten Senats, insbesondere der Justizbehörde, seit Beginn der laufenden Wahlperiode“(2003–2004)[5]

## 18. Wahlperiode (2004–2008)
- Parlamentarischer Untersuchungsausschuss „Geschlossene Unterbringung Feuerbergstraße“ (2005–2007)
- Parlamentarischer Untersuchungsausschuss „Überprüfung der Weitergabe von vertraulichen Dokumenten des PUA "Geschlossene Unterbringung Feuerbergstraße" insbesondere durch PUA-Mitarbeiter und -Mitarbeiterinnen, Abgeordnete, Abgeordneten- oder Fraktionsmitarbeiter und -mitarbeiterinnen an den Senat (einschließlich Behörden und Landesbetriebe) und den weiteren Umgang hiermit im Senat und den Fachbehörden und Landesbetrieben“ (2006–2007)

## 19. Wahlperiode (2008–2011)
- Parlamentarischer Untersuchungsausschuss „HSH Nordbank“ (2009–2011)
- Parlamentarischer Untersuchungsausschuss „Elbphilharmonie I“ (2010–2011)

## 20. Wahlperiode (2011–2015)
- Wiedereinsetzung eines Untersuchungsausschusses „Elbphilharmonie II“ (2011–2014)
- Parlamentarischer Untersuchungsausschuss „Aufklärung der Vernachlässigung der Kindeswohlsicherung im Fall Yagmur durch staatliche Stellen und zur Erarbeitung von Empfehlungen zur Verbesserung des Kinderschutzes in Hamburg“ (2014–2015)[6]

## 21. Wahlperiode (2015–2020)
- Es gab keinen Untersuchungsausschuss.

## 22. Wahlperiode (ab 2020)
- Parlamentarischer Untersuchungsausschuss "zur Klärung der Frage, warum der Hamburger Senat und die Hamburger Steuerverwaltung bereit waren, Steuern in Millionenhöhe mit Blick auf Cum-Ex-Geschäfte verjähren zu lassen und inwieweit es dabei zur Einflussnahme zugunsten der steuerpflichtigen Bank und zum Nachteil der Hamburgerinnen und Hamburger kam (PUA 'Cum-Ex-Steuergeldaffäre')" (ab 2020)[7][8][9]